# 大双乡
大双乡是中国陕西省安康市白河县下辖的一个乡。

## 行政区划
大双乡下辖以下行政区：
花湾村、红椿村、兴隆村、三院村、全家村、秧田村